# Apocryptophagus stratheni
Apocryptophagus stratheni is een vliesvleugelig insect uit de familie Torymidae. De wetenschappelijke naam is voor het eerst geldig gepubliceerd in 1957 door Joseph.